# Campylocheta townsendi
Campylocheta townsendi är en tvåvingeart som först beskrevs av Smith 1916.  Campylocheta townsendi ingår i släktet Campylocheta och familjen parasitflugor.
Artens utbredningsområde är Florida. Inga underarter finns listade i Catalogue of Life.